# Caras & Bocas (trilha sonora)
Caras & Bocas é uma telenovela brasileira produzida e exibida pela Rede Globo no horário das 19 horas, entre 13 de abril de 2009 e 8 de janeiro de 2010, em 232 capítulos, substituindo Três Irmãs e sendo substituída por Tempos Modernos.
Foi escrita por Walcyr Carrasco e Claudia Souto, com a colaboração de André Ryoki e dirigida por Ary Coslov, Maria de Médicis e Marcelo Zambelli, com direção geral e núcleo de Jorge Fernando.

## Trilha sonora

### Nacional
Capa: Logotipo da Telenovela 
| N.º | Título                            | Música                       | Personagem         | Duração |  |
| 1.  | "Caras e Bocas"                   | Chicas                       | Abertura           | 03:44   |  |
| 2.  | "Cecy Bom (C'est Si Bon)"         | Rita Lee                     | Josefa             | 02:57   |  |
| 3.  | "Meu Sonho"                       | Paralamas do Sucesso         | Nicholas           | 03:18   |  |
| 4.  | "Quando"                          | Myllena                      | Milena             | 03:43   |  |
| 5.  | "Um Dia De Domingo"               | Ana Carolina e Celso Fonseca | Anita e Anselmo    | 04:48   |  |
| 6.  | "Mais Uma Vez"                    | Marisa Monte                 | Dafne              | 02:24   |  |
| 7.  | "Vem Andar Comigo"                | Jota Quest                   | Dênis              | 03:55   |  |
| 8.  | "É Só Você Querer"                | Elba Ramalho                 | Caco e Laís        | 03:39   |  |
| 9.  | "Simplesmente Mulher"             | Sílvia Machete               | Léa                | 03:04   |  |
| 10. | "Saudade da Bahia"                | Moinho                       | Fabiano e Ivonete  | 03:29   |  |
| 11. | "Vem Na Minha"                    | Kelly Key                    | Bianca             | 03:52   |  |
| 12. | "Amor Para Sempre"                | Gé Cardoso & Lilach Davioff  | Benjamim e Tatiana | 03:33   |  |
| 13. | "Nada Além"                       | Frejat                       | Gabriel            | 03:49   |  |
| 14. | "No Ordinary Love"                | João Pinheiro                | Simone             | 03:43   |  |
| 15. | "Antes De Você"                   | Titãs                        | Vicente            | 03:22   |  |
| 16. | "Vida"                            | Padre Fábio de Melo          | Socorro            | 03:52   |  |
| 17. | "Te Amo"                          | Wanderléa                    | Dafne e Gabriel    | 03:26   |  |
| 18. | "De Volta ao Planeta dos Macacos" | Jota Quest                   | Xico               | 04:11   |  |
| 19. | "Além Do Paraíso"                 | Jussara Silveira             | Judith             | 04:28   |  |

### Internacional
Capa: Flávia Alessandra
| N.º | Título                            | Música                                            | Personagem         | Duração |  |
| 1.  | "Lucky"                           | Jason Mraz feat. Colbie Caillat                   | Bianca e Felipe    | 03:09   |  |
| 2.  | "Already Gone"                    | Kelly Clarkson                                    | Caco e Laís        | 03:27   |  |
| 3.  | "Don't Wanna Miss"                | Lia Weller                                        | Romântico geral    | 04:19   |  |
| 4.  | "The Fear"                        | Lily Allen                                        | Geral              | 03:46   |  |
| 5.  | "Stand by Me"                     | Seal                                              | Denis              | 04:06   |  |
| 6.  | "No Other Love"                   | John Legend e Estelle Swaray                      | Caco e Laís        | 04:00   |  |
| 7.  | "Funky Bahia"                     | Sergio Mendes                                     | Núcleo dos baianos | 04:00   |  |
| 8.  | "Fell in Love"                    | Alain Clark                                       | Anita e Anselmo    | 03:56   |  |
| 9.  | "Invence No"                      | Laura Pausini                                     | Hannah e Vicente   | 03:55   |  |
| 10. | "If"                              | Daniel Boaventura                                 | Gabriel            | 04:00   |  |
| 11. | "Ahava"                           | Gê & Lilaz                                        | Hannah             | 03:43   |  |
| 12. | "I'll Be There"                   | Av Project feat. Itauana Ciribelli and Dan Torres | André              | 03:53   |  |
| 13. | "Your Heart Is as Black as Night" | Melody Gardot                                     | Milena             | 02:43   |  |
| 14. | "Lovin You"                       | Rosanah Fienngo                                   | Dafne e Gabriel    | 03:22   |  |
| 15. | "Bewitched"                       | Ronaldo Canto e Mello                             | Jacques e Piedade  | 03:00   |  |
| 16. | "All About Our Love"              | João Pinheiro & Marjorie Philibert                | Geral              | 04:21   |  |

### Instrumental
Capa: Logotipo da telenovela
| N.º | Título                   | Música      | Duração |  |
| 1.  | "Tango Moo"              | Mú Carvalho | 01:20   |  |
| 2.  | "Chapliniana"            | Mú Carvalho | 01:39   |  |
| 3.  | "Frederico"              | Mú Carvalho | 03:26   |  |
| 4.  | "Na Galeria (suspense)"  | Mú Carvalho | 03:19   |  |
| 5.  | "Caretas 1"              | Mú Carvalho | 01:09   |  |
| 6.  | "Caretas 2"              | Mú Carvalho | 02:41   |  |
| 7.  | "Afrika 1"               | Mú Carvalho | 01:23   |  |
| 8.  | "Afrika 2"               | Mú Carvalho | 01:11   |  |
| 9.  | "Afrika 3"               | Mú Carvalho | 01:26   |  |
| 10. | "No Boteco"              | Mú Carvalho | 01:52   |  |
| 11. | "Ongsong"                | Mú Carvalho | 02:02   |  |
| 12. | "Judaica Moo"            | Mú Carvalho | 01:57   |  |
| 13. | "Judaica Moo (suspense)" | Mú Carvalho | 03:58   |  |
| 14. | "Mitzva Party"           | Mú Carvalho | 01:04   |  |